# Batalha de Tíndaris
A Batalha de Tíndaris foi uma batalha naval da Primeira Guerra Púnica travada na costa de Tíndaris, no norte da Sicília, em 257 a.C.. 

## Situação
Tíndaris era uma cidade siciliana fundada como uma colônia grega em 396 a.C. numa elevação sobre o mar Tirreno, no golfo de Patti. Hierão II, o tirano de Siracusa, permitiu que a ali fosse criada uma base naval  cartaginesa no contexto do conflito entre os siracusanos e os mamertinos. A batalha foi realizada nas águas entre Tindaris e as ilhas Eólias, com Caio Atílio Régulo no comando da frota romana. 
Depois da Batalha de Milas (260 a.C.), a frota romana enfrentou os cartagineses novamente na Batalha de Sulci, na Sardenha. Enquanto o cônsul Caio Sulpício Patérculo comandava as operações na Sardenha, seu colega, Aulo Atílio Calatino, assumiu o comando das legiões na Sicília. Como os cartagineses se recusavam a dar combate aos romanos em Palermo, os romanos conquistaram Hipana e cercaram Mitistrato, Camerina, que havia se revoltado, Ena e outras pequenas cidades cartaginesas.

## Batalha
A frota de Régulo estava ancorada na costa de Tíndaris quando a frota cartaginesa foi avistada, mas sem estar perfilada em uma formação tática de batalha. Ele imediatamente assumiu o comando de uma guarda de dez navios para atacar de imediatamente os cartagineses e deixou ordens para que o grupo principal os seguisse. A frota cartaginesa notou que este grupo menor havia se distanciado da frota principal e que alguns marinheiros ainda estavam embarcando. Assumindo a iniciativa, os cartagineses viraram e atacaram o esquadrão romano, afundando nove navios, mas não conseguiram capturar a nau capitânia. Enquanto isto, o resto da frota romana chegou, formou uma linha de combate e atacou os cartagineses, afundando oito e capturando dez navios. O resto da tropa cartaginesa conseguiu se desvencilhar e se refugiou nas ilhas Eólias.
A cidade de Tíndaris foi conquistada logo em seguida.

## Consequências
Logo depois desta batalha, enquanto as forças terrestres se enfretantavam na Sicília, ambos os lados acreditavam que a disputa entre as frotas estava praticamente num impasse de forças e passaram a se dedicar à reforço de suas marinhas. Roma, em particular, construiu uma frota de 340 navios de guerra e, no ano seguinte, seguiu para o Cabo Ecnomo para preparar uma invasão do território cartaginês na África. Os cartagineses, por outro lado, enviaram uma frota de 340 navios para Heracleia Minoa, que estava sob controle de Cartago, e planejara uma campanha similar à romana, só que na Sicília. 